# Dusona epomiata
Dusona epomiata är en stekelart som beskrevs av Gupta 1977. Dusona epomiata ingår i släktet Dusona och familjen brokparasitsteklar. Inga underarter finns listade i Catalogue of Life.